# Centro Ana Frank (Berlín)
El Centro Ana Frank de Berlín (en alemán: Anne Frank Zentrum) es una instalación que se encuentra en Berlín, Alemania que se ha comprometido a promover una sociedad variada y animada y a trabajar contra el antisemitismo, los prejuicios y cualquier tipo de discriminación contra las personas.
La fundación del Anne Frank Zentrum en Berlín se remonta a una iniciativa en 1994. En el momento de la proyección de la exposición itinerante internacional "El mundo de Ana Frank Desde 1929 hasta 1945" que se estaba preparando en Berlín. La exposición se mostró en seis distritos de la ciudad para conmemorar el 50 aniversario de la liberación del régimen nazi. Específicamente para apoyar la coordinación de la exposición y el amplio programa que la acompaña una Sociedad de Amigos fue fundada.
Con esta organización de base, se hicieron esfuerzos hacia la fundación del Anne Frank Zentrum en Berlín por lo que se trabajó para que los temas de la exposición pudiesen continuar. Para ello, el Centros existentes en Gran Bretaña y los EE. UU. ofrecieron orientación.
Al término de un acuerdo de cooperación con la Casa de Ana Frank en Ámsterdam el Anne Frank Zentrum finalmente se abrió el 12 de junio de 1998. Desde entonces, numerosos visitantes, grupos de jóvenes y clases escolares han estado viniendo al Anne Frank Zentrum desde Berlín y de todo el país. Desde septiembre de 2002, el Anne Frank Zentrum se ha establecido al lado del Hackesche Höfe en 39 Rosenthaler Strasse en Berlín.
Desde el 4 de noviembre de 2006 la nueva exposición permanente " Ana Frank . Aquí y ahora " se puede ver en el Anne Frank Zentrum . Es una exposición sobre la historia y el presente. Cuenta la historia de la vida personal de Ana Frank y la conecta con el mundo que ella vivió.